# Chudleigh Knighton
Chudleigh Knighton är en by i Devon i England. Byn är belägen 16,8 km 
från Exeter. Orten har 1 085 invånare (2015). Byn nämndes i Domedagsboken (Domesday Book) år 1086, och kallades då Chenistetone/Chenistetona.